# Galomecalpa
Galomecalpa là một chi bướm đêm thuộc phân họ Tortricinae của họ Tortricidae.

## Các loài
- Galomecalpa concolor Razowski & Pelz, 2006
- Galomecalpa defricata (Meyrick, 1926)
- Galomecalpa empirica Razowski & Becker, 2003
- Galomecalpa hydrochoa (Meyrick, 1930)
- Galomecalpa megaloplaca (Meyrick, 1932)
- Galomecalpa meridana Razowski & Brown, 2004
- Galomecalpa monogramma (Razowski, 1997)
- Galomecalpa parsoni Razowski & Pelz, 2006
- Galomecalpa secunda Razowski & Becker, 2002
- Galomecalpa suffusca Razowski & Pelz, 2006